# Jens van 't Wout
Jens van 't Wout est un patineur de vitesse sur piste courte néerlandais.

## Biographie
Il naît le 6 octobre 2001 et grandit au Canada.
Il se place second du classement général aux championnats des Pays-Bas en janvier 2022, derrière Dylan Hoogerwerf.
Il participe aux épreuves de patinage de vitesse sur piste courte aux Jeux olympiques de 2022 sur le 1000 mètres, ainsi que pour le relais masculin et le relais mixte.